# Качелос

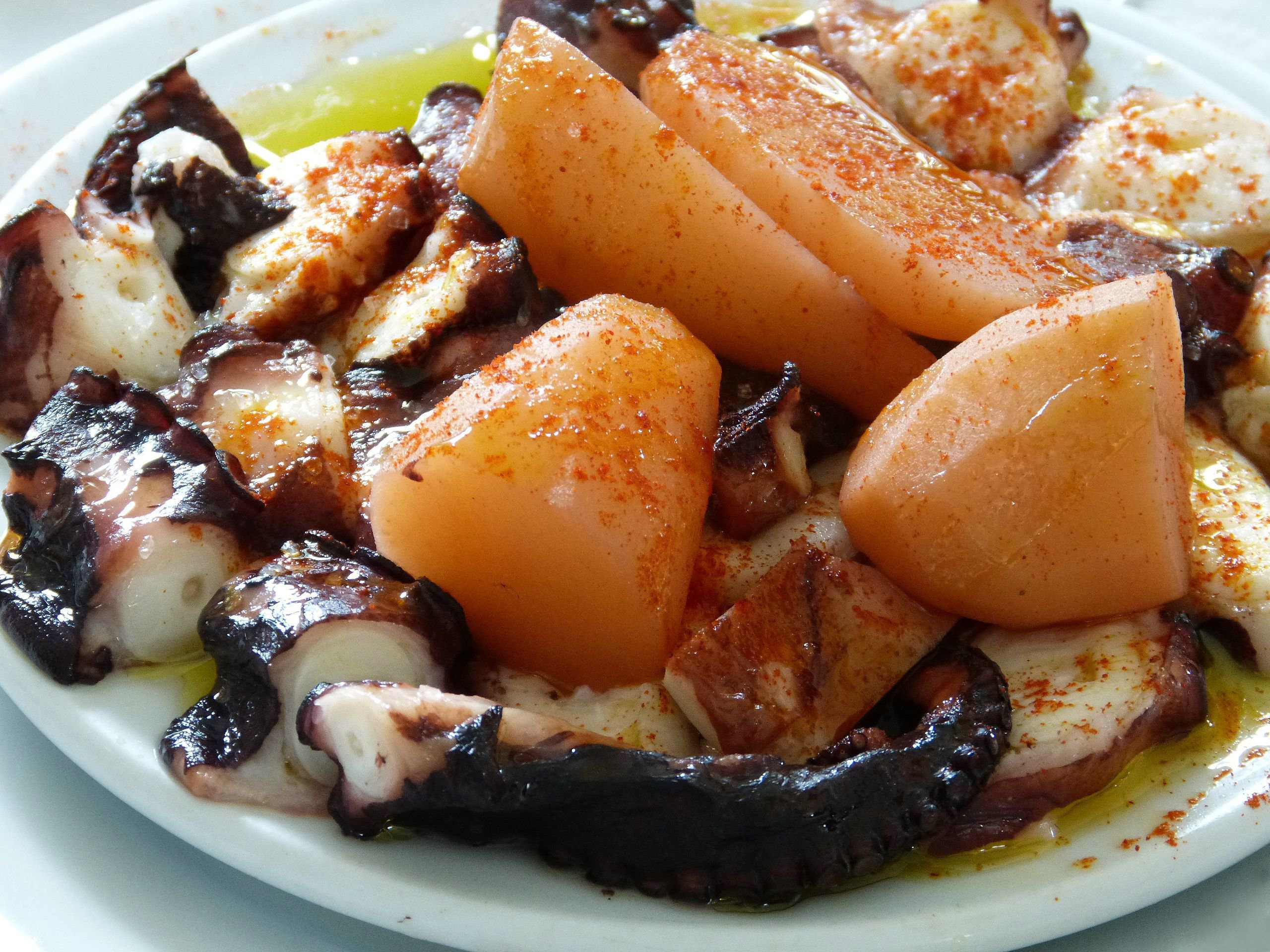
Осьминог по-галисийски с качелос

Каче́лос (исп. cachelos, от исп. cacho — «кусок») — традиционный гарнир в галисийской кухне к мясным и рыбным блюдам, отварной картофель, чищеный и в кожуре, целиком и нарезанный кусками, приготовленный в подсоленной воде.
Со слов испанского кулинарного писателя начала XX века Мануэля Марии Пуга-и-Парги, рецепт качелос чрезвычайно прост: картофелины разрезают пополам или кладут целиком в глиняный горшок, наполняют водой наполовину, солят и ставят на огонь. Когда картофель будет наполовину готов, воду сливают и доводят его до готовности в печи. Процесс приготовления тем самым близок к канарским папас арругадас.
Наиболее типичная подача качелос — к жаренным на углях сардинам. Качелос сервируют к осьминогу по-галисийски, и это главное его отличие от осьминога по-ярмарочному. На галисийских ярмарках картофель варят в бульоне из-под осьминога.